# James Baldwin (écrivain)
Pour les articles homonymes, voir James Baldwin et Baldwin.
 (février 2019).
James Arthur Baldwin [ d͡ʒeɪmz ˈɑɹθɚ ˈbɒldwən], né le 2 août 1924 dans le quartier de Harlem, à New York, et mort le 1er décembre 1987 à Saint-Paul-de-Vence, dans les Alpes-Maritimes, en France, est un écrivain américain, auteur de romans, de poésies, de nouvelles, de pièces de théâtre et d’essais. Son œuvre la plus connue est son premier roman, semi-autobiographique, intitulé La Conversion (Go Tell It on the Mountain), paru en 1953, et sa nouvelle Blues pour Sonny (Sonny's Blues) incluse dans le recueil de nouvelles Face à l'homme blanc (Going to Meet the Man), paru en 1965.
Ses essais, rassemblés notamment dans Chronique d'un pays natal (Notes of a Native Son, 1955) et La Prochaine Fois, le feu (The Fire Next Time, 1963), explorent les non-dits et les tensions sous-jacentes autour des distinctions raciales, sexuelles et de classe sociale au sein des sociétés occidentales, en particulier dans l'Amérique du milieu du XXe siècle. Ses romans et pièces de théâtre transposent quant à eux vers la fiction des dilemmes personnels, questionnant les pressions sociales et psychologiques complexes qui entravent non seulement l'intégration des personnes noires, mais aussi des hommes gays ou bisexuels. Il dépeint également les obstacles intériorisés qui empêchent de telles quêtes d'acceptation, par exemple dans son roman La Chambre de Giovanni (Giovanni's Room), écrit en 1956, bien avant le Mouvement LGBT.

## Biographie

### Jeunesse
Juste avant la naissance de James Arthur Baldwin, sa mère, Emma Berdis Jones, quitte son père biologique à cause de la toxicomanie de celui-ci et s'installe dans le quartier déshérité de Harlem à New York. Elle y épouse un pasteur, David Baldwin. La famille vit modestement.
James, qui passe beaucoup de temps à s'occuper de ses jeunes frères et sœurs, est aussi passionné par la lecture. Dès le plus jeune âge, il développe un véritable don pour l’écriture dans lequel il se réfugie, tout en ayant conscience des limites que sa couleur de peau lui impose dans une Amérique ségrégationniste et raciste y compris dans le Nord.
À l'âge de 10 ans, il est harcelé et violé par deux officiers de la police de New York, un exemple de harcèlement raciste par le NYPD qu'il expérimentera à nouveau à l'adolescence, et qu'il documentera dans ses essais. 
Son père adoptif, que Baldwin dans ses essais nomme simplement son père, l'a semble-t-il traité avec une grande rudesse, bien plus que ses frères et sœurs. Il voulait que son beau-fils embrasse comme lui la profession de prédicateur mais James Baldwin s'est complètement détourné de l'église pendant son adolescence, époque à laquelle il commence à prendre conscience de son homosexualité.
David Baldwin meurt de la tuberculose pendant l'été 1943, alors que James va bientôt avoir 19 ans. Le jour de l'enterrement de son beau-père est aussi celui de son 19e anniversaire, ainsi que le jour où commence l'émeute de 1943 dans le quartier de Harlem (en), qu'il dépeindra plus tard en introduction de son essai Chronique d'un pays natal. La quête pour expliquer le rejet familial et social qu'il a vécu — et ainsi se construire une identité apaisée — devint un thème récurrent dans les écrits de Baldwin.

### Éducation
James Baldwin fréquente une école publique, la P.S. 24, sur la 128e rue à Harlem, où il écrit l'hymne de l'école, qui restera en usage jusqu'à sa fermeture. Il passe ses années de collège à la Frederick Douglass Junior High, où il est influencé par le poète Countee Cullen, l'une des figures de proue du mouvement de la Renaissance de Harlem. Son professeur de mathématiques l'encourage à participer comme éditeur au journal de l'établissement, le Douglass Pilot. Juste avant lui, le collège Frederick Douglass avait accueilli le futur acteur Brock Peters et le futur pianiste jazz Bud Powell. Baldwin rejoint ensuite le lycée DeWitt Clinton High School dans le quartier de Bedford Park situé dans l'arrondissement du Bronx. Là, aux côtés de Richard Avedon, Baldwin travaille sur le magazine de l'école en tant que directeur littéraire, mais il garde une mauvaise expérience de l'établissement à cause d'insultes raciales constantes.

### Religion

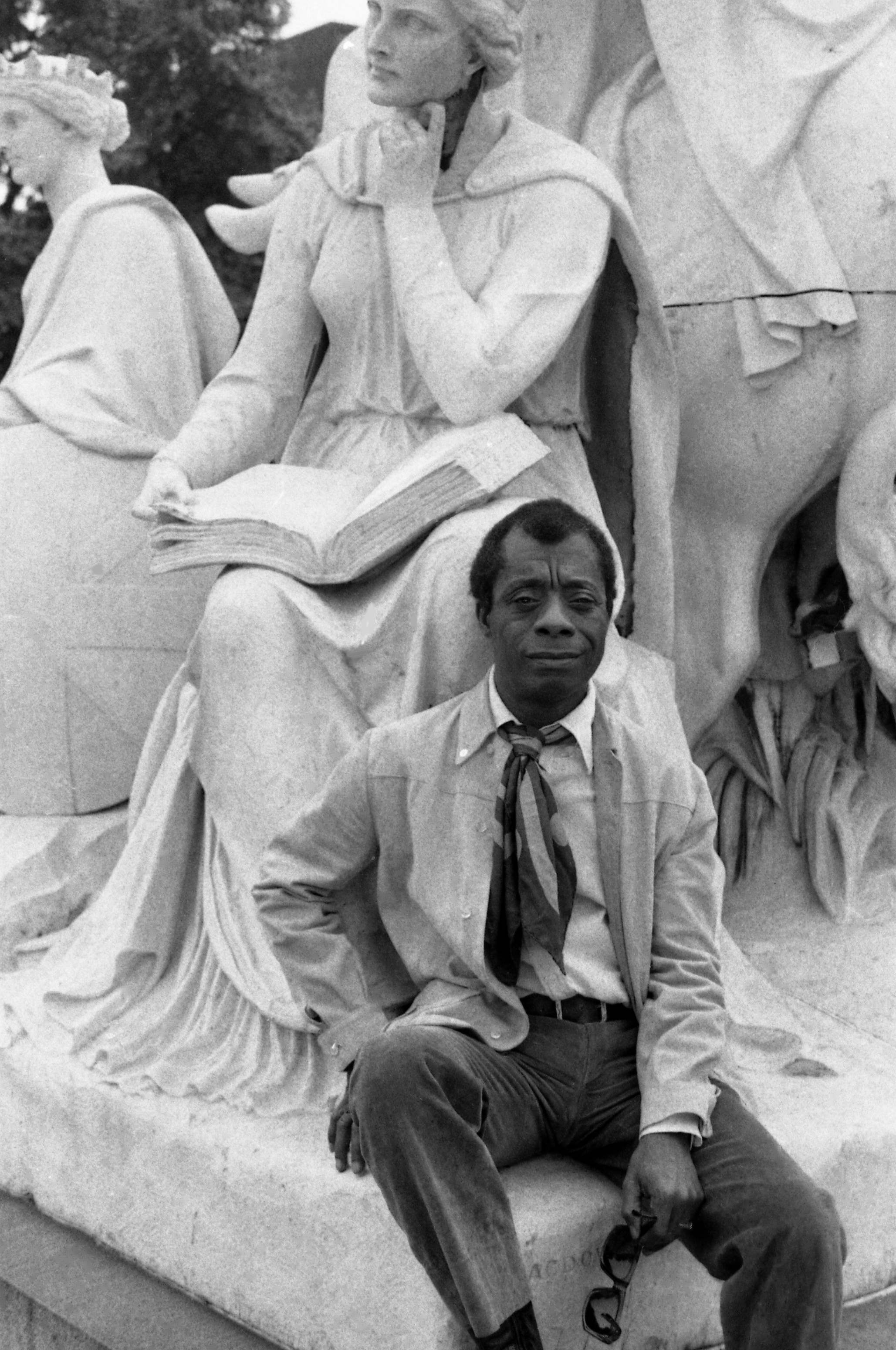
James Baldwin devant l'Albert Memorial, dans le Kensington Gardens, à Londres.

Les difficultés que James Baldwin rencontre adolescent, notamment le comportement incestueux de son beau-père, l'amènent à chercher secours dans la religion. À 14 ans, il assiste à des rassemblements de l’Église Pentecôtiste et, lors d'un meeting de prière euphorique, il se convertit, puis devient prêcheur. Rapidement, à l'assemblée pentecôtiste de Fireside, il attire des foules plus nombreuses que celles que son beau-père attirait en son temps. Mais à 17 ans, le point de vue de Baldwin évolue et il juge que la chrétienté est basée sur de faux présupposés. Plus tard, il considérera que sa période de prêcheur était une manière de surmonter ses crises personnelles.
Baldwin rencontre un jour Elijah Muhammad, chef de file du mouvement Nation of Islam, qui le questionne au sujet de ses croyances religieuses. Il répond alors : « J'ai quitté l'église il y a 20 ans et je n'ai jamais rejoint quoi que ce soit d'autre depuis ». Quand Elijah lui demande « Et qu'êtes-vous maintenant ? », il explique : « Maintenant ? Rien. Je suis écrivain. J'aime faire des choses seul ». Cependant, son expérience avec l'église a significativement façonné sa vision du monde et son écriture. Baldwin lui-même note que « être à la chaire c'était comme travailler au théâtre ; j'étais dans les coulisses et je savais comment se construisait l'illusion ».
Il accuse le christianisme d'avoir renforcé le système esclavagiste américain en palliant la sensation d'oppression tout en repoussant le salut à une vie après la mort : une thèse illustrée dans la pièce de théâtre Le Coin des Amen (The Amen Corner), parue en 1954. Baldwin louait cependant la religion en cela qu'elle inspirait certains Noirs américains à défier l'oppression. Il écrit ainsi : « Si le concept de Dieu a une utilité, c'est de nous rendre plus grands, plus libres et plus aimants. Si Dieu ne peut pas faire ça, il est temps de se débarrasser de lui ». Baldwin se décrivait publiquement comme n'étant pas religieux. Un enregistrement de lui chantant « Precious Lord, take my hand » a cappella fut diffusé à son enterrement.

### Greenwich Village

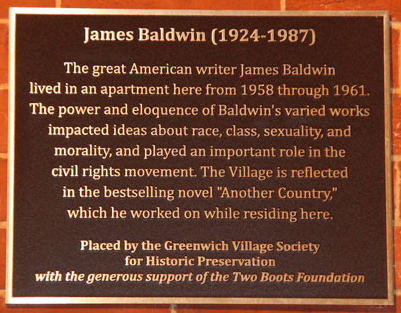
Plaque commémorative dévoilée par la Greenwich Village Society for Historic Preservation au 81 Horatio Street, où James Baldwin vécut à la fin des années 1950, début 1960, pendant l'une de ses périodes créatives les plus prolifiques.

Un jour, alors que James Baldwin a 15 ans, son camarade de classe et ami Emile Capouya sèche l'école et, à Greenwich Village, quartier de Manhattan célèbre pour son milieu d'artistes et de libres-penseurs, rencontre le peintre afro-américain Beauford Delaney. Capouya donne ensuite à Baldwin l'adresse de Delaney et lui suggère d'aller le rencontrer. À l'époque, Baldwin travaille après l'école dans un atelier clandestin sur Canal Street, non loin de chez Delaney, à qui il rend visite au 181 Greene Street. Delaney devient un mentor pour Baldwin qui, à son contact, réalise qu'une personne de couleur peut devenir artiste. Alors que son père s’oppose à ses aspirations littéraires, Baldwin trouve aussi un soutien auprès du maire de New York, Fiorello La Guardia. Il quitte sa famille pour s'installer à Greenwich Village.
Au début des années 1940, il abandonne sa foi religieuse pour la littérature. Tout en enchaînant les petits boulots, Baldwin écrit des nouvelles, des essais et des critiques de livres, dont certains seront plus tard réunis dans le recueil Chronique d'un pays natal (Notes of a Native Son) publié en 1955. En 1944, il devient ami avec l'acteur Marlon Brando, et les deux hommes partagent un temps le même appartement. Ils sont probablement amants occasionnels et restent amis pendant plus de vingt ans.

### Expatriation

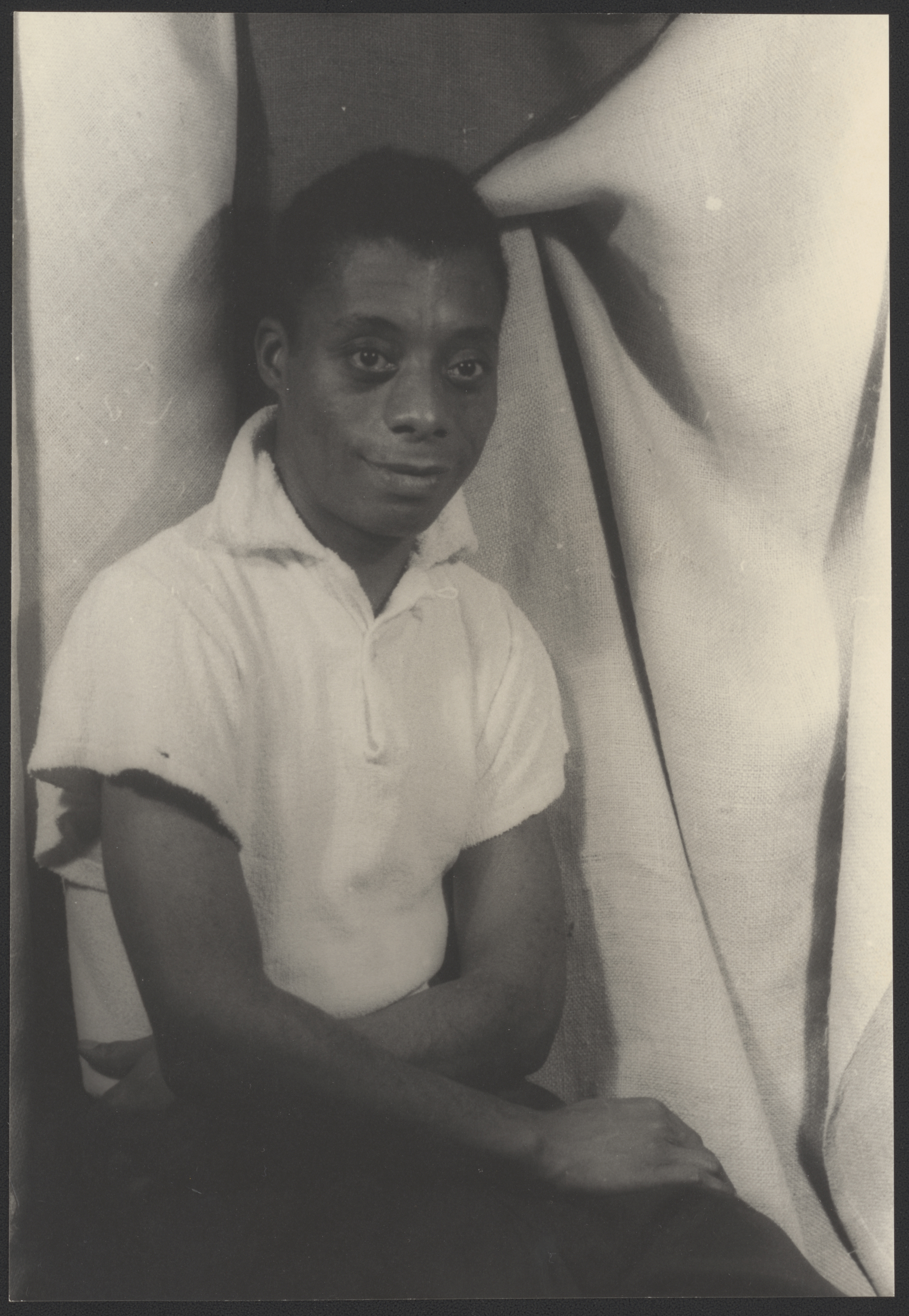
James Baldwin, photographié par Carl Van Vechten, en 1955.

C'est pendant son adolescence que James Baldwin commence à prendre conscience de son homosexualité.
En 1948, il entre dans un restaurant ségrégué pour Blancs : quand la serveuse lui annonce que l'établissement ne sert pas les Noirs, Baldwin lui jette un verre d'eau à la figure, brisant le miroir derrière elle. Frustré et attristé par les discriminations envers les Noirs et les homosexuels aux États-Unis, Baldwin quitte le pays à l'âge de 24 ans pour s'installer en France, à Paris. Il souhaite ainsi s'éloigner des discriminations américaines et vivre son identité et son écriture en dehors du contexte afro-américain. Baldwin ne voulait pas être lu comme « juste un nègre ; ni même juste un écrivain nègre ». Il espère également résoudre ses questionnements autour de son orientation sexuelle et échapper au désespoir auquel beaucoup de jeunes afro-américains tels que lui succombent à New York.
À Paris, Baldwin s'implique rapidement dans le radicalisme culturel de la Rive gauche. Il commence à publier ses travaux dans des anthologies, notamment Zéro, édité par son ami Themistocles Hoetis, qui avait déjà publié des essais de Richard Wright.
Il vit en France pendant la majeure partie de sa vie, passant parfois du temps en Suisse et en Turquie. De son vivant comme après sa mort, Baldwin, très influent, est perçu non seulement comme un écrivain afro-américain, mais aussi comme un écrivain exilé, du fait de ses nombreuses expériences en dehors des États-Unis et de leur impact sur sa vie et sur son écriture.

### Saint-Paul-de-Vence

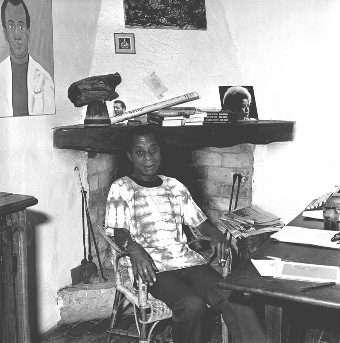
James Baldwin dans sa maison de Saint-Paul-de-Vence.

James Baldwin s'installe à Saint-Paul-de-Vence dans le sud de la France en 1970, dans une ancienne maison provençale sous les remparts du célèbre village. Sa maison est toujours ouverte à ses amis, qui lui rendent souvent visite sur le chemin de la Côte d'Azur. Le peintre américain Beauford Delaney fait de la maison de Baldwin sa résidence secondaire, installant souvent son chevalet dans le jardin. Delaney peint plusieurs portraits colorés de Baldwin. Les acteurs Harry Belafonte et Sidney Poitier sont également des invités réguliers.

Beaucoup des amis musiciens de Baldwin investissent l'endroit pendant les festivals de jazz de Nice et de Juan-les-Pins : Nina Simone, Joséphine Baker (dont la sœur habitait à Nice), Miles Davis ou encore Ray Charles, pour qui il écrit plusieurs chansons. Dans son autobiographie, Miles Davis écrit : 

« J'avais lu ses livres et j'aimais et respectais ce qu'il avait à dire. Quand j'ai été amené à mieux le connaître, Jimmy et moi nous sommes ouverts l'un à l'autre. Nous sommes devenus de très bons amis. À chaque fois que j'étais dans le sud de la France, à Antibes, je passais un jour ou deux dans sa villa de Saint-Paul-de-Vence. On se mettait à l'aise dans cette belle et grande maison, et il nous racontait toutes sortes d'histoires… C'était un grand homme. »

Baldwin apprend à parler français couramment et se lie d'amitié avec l'acteur français Yves Montand et l'écrivaine Marguerite Yourcenar, qui traduit vers le français sa pièce The Amen Corner (Le Coin des Amen).

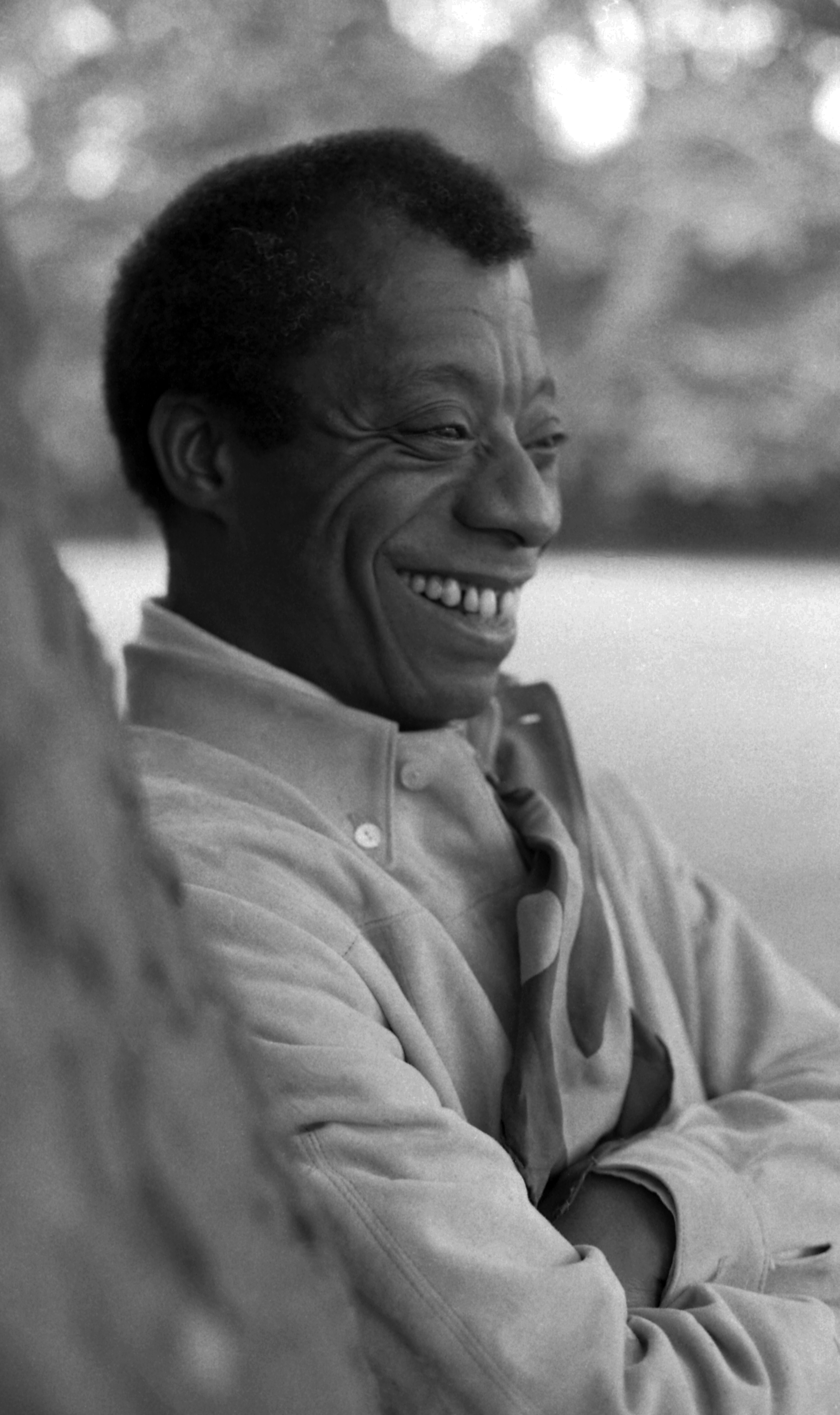
James Baldwin, en 1969.

Ses années à Saint-Paul-de-Vence sont également des années de travail. Attablé devant sa machine à écrire, il consacre ses journées à écrire et à répondre aux très nombreux courriers qu'il reçoit en provenance du monde entier. Il écrit certains de ses derniers travaux dans cette maison, notamment Harlem Quartet (Just Above My Head) en 1979, et Preuves de phénomènes invisibles (Evidence of Things Not Seen) en 1985, un essai dans lequel, exposant des doutes quant à la culpabilité de Wayne Williams, condamné à la prison à vie pour une série de meurtres d'enfants afro-américains, commise de 1979 à 1981, dans la ville d'Atlanta, il questionne la place que la société américaine assigne aux Noirs,.
C'est aussi dans cette maison que Baldwin écrit sa fameuse « Lettre ouverte à ma sœur, Angela Davis » (« Open Letter to My Sister, Angela Y. Davis ») le 19 novembre 1970. Publiée dans «The New York Review of Books » le 7 janvier 1971, cette lettre ébranlera la conscience de l'Amérique. Dans cette lettre, Baldwin apporte son soutien à Angela Davis, arrêtée pour avoir comploté dans une tentative d'évasion de prisonniers noirs de la prison de Soledad en Californie, tout en dénonçant l'indifférence coupable de l'Amérique blanche face à la situation des Noirs. C'est une manière de légitimer le combat de sa « sœur », celui de se battre contre le sort pitoyable réservé aux Noirs durant cette période. Pour lui, l'arrestation d'Angela Davis symbolise un retour vers un passé sombre marqué par l'esclavage, la ségrégation raciale et le refus de citoyenneté devant une Amérique blanche.
Atteint d'un cancer de l’estomac, Baldwin meurt le 1er décembre 1987 dans sa maison de Saint-Paul-de-Vence,,.
Baldwin repose au Cimetière de Ferncliff de Hartsdale à New York, au côté de sa mère, Berbis, décédée en 1999,.

### Parcours militant et postérité
Baldwin retourne aux États-Unis de 1957 à 1970, où il se rapproche de Malcolm X et de Martin Luther King. Impliqué dans la lutte pour les droits civiques aux côtés de Sidney Poitier, Nina Simone et Harry Belafonte, il rencontre Robert Francis Kennedy, le frère du président John Fitzgerald Kennedy.
En 1979, opposé à la politique pro-israélienne de l'administration Carter, il écrit : « L’État d’Israël n'a pas été créé pour le salut des juifs : il a été créé pour le salut des intérêts occidentaux (...) Les Palestiniens paient pour la politique coloniale britannique du "diviser pour mieux régner" et pour le sentiment de culpabilité chrétienne qui hante l'Europe depuis plus de 30 ans. »
Il a beaucoup influencé le travail de Jean Genet, Lee Strasberg, Elia Kazan, Robert Cordier, Miles Davis, Joséphine Baker, Allen Ginsberg, Maya Angelou, Faïza Guène et Toni Morrison.

### Décoration
- Commandeur de la Légion d'honneur (1986)

### Distinctions
L'écrivain est distingué à de nombreuses reprises. Il est boursier de la fondation John-Simon-Guggenheim en 1954 et reçoit le prix George-Polk en 1963.

### Hommages publics
Lors du Conseil de Paris de juin 2019, la ville de Paris vote à l'unanimité de tous les groupes politiques le projet d'une dénomination d'un lieu de la capitale au nom de James Baldwin. Le projet est confirmé le 19 juin 2019 et annoncé pour l'année 2020,,. En 2021, la mairie de Paris annonce que l'écrivain donnera son nom à la toute première médiathèque du 19ème arrondissement, dont l'architecte est Philippe Madec et qui ouvre ses portes en juillet 2024.

## Œuvre

### Romans
- Go Tell It on the Mountain (1953), roman en partie autobiographique[42] Les Élus du Seigneur, traduit par Henri Hell et Maud Vidal, Paris, La Table ronde, 1957 La Conversion, traduit par Michèle Albaret-Maatsch, Paris, Payot & Rivages, coll. « Littérature étrangère », 1999 ; réédition, Paris, Payot & Rivages, coll. « Rivages poche. Bibliothèque étrangère » no 479, 2004  (ISBN 2-7436-1311-4) ; réédition, Paris, Rivages, coll. « Rivages poche » no 945, 2019  (ISBN 978-2-7436-4870-1)
- Giovanni’s Room (1956) Giovanni, mon ami, traduit par Claude Messanges, Paris, La Table ronde, 1958 La Chambre de Giovanni, traduit par Élisabeth Guinsbourg, Paris, Payot & Rivages, coll. « Littérature étrangère », 1997 ; réédition, Paris, Payot & Rivages, coll. « Rivages poche. Petite bibliothèque » no 256, 1998  (ISBN 2-7436-0414-X) ; réédition, Paris, Le Livre de Poche coll. « Biblio » no 37150, 2024  (ISBN 978-2-253-25073-9)
- Another Country (1962) Un autre pays, traduit par Jean Autret, Paris, Gallimard, coll. « Du monde entier », 1964 ; réédition, Paris, Gallimard, coll. « Folio » no 2644, 1996  (ISBN 2-07-038170-6) ; nouvelle édition, Paris, Gallimard, coll. « Folio » no 2644, 2019  (ISBN 978-2-07-281972-8)
- Tell Me How Long the Train's Been Gone (1968) L'Homme qui meurt, traduit par Jean Autret, Paris, Gallimard, coll. « Du monde entier », 1970 ; réédition, Paris, Gallimard, coll. « Folio » no 6712, 2019  (ISBN 978-2-07-283282-6)
- If Beale Street Could Talk (1974) Si Beale Street pouvait parler, traduit par Magali Berger, Paris, Stock, coll. « Le Cabinet cosmopolite », 1975 ; réédition, Paris, Stock, coll. « Bibliothèque cosmopolite » no 32, 1982  (ISBN 2-234-01617-7) ; réédition, Paris, Stock, coll. « La Bibliothèque cosmopolite », 1997  (ISBN 2-234-04802-8) ; réédition, Paris, Stock, coll. « La Cosmopolite », 2017  (ISBN 978-2-234-08426-1)
- Just Above My Head (1979) Harlem Quartet, traduit par Christiane Besse, Paris, Stock, 1987 ; réédition, Paris, LGF, coll. « Le Livre de poche » no 3112, 1989  (ISBN 2-253-04848-8) ; réédition, Paris, Stock, coll. « Bibliothèque cosmopolite », 1991  (ISBN 2-234-02367-X) ; réédition, Stock, coll. « La Cosmopolite », 2003  (ISBN 978-2-234-05621-3) ; réédition, Paris, Stock, coll. « La Cosmopolite », 2017  (ISBN 978-2-234-08425-4) ; réédition, Paris, Le Livre de Poche coll. « Biblio » no 37151, 2024  (ISBN 978-2-253-25070-8)

### Recueil de nouvelles
- Going to Meet the Man (1965) Face à l'homme blanc, traduit par Jean-René Major, Paris, Gallimard, coll. « Du monde entier », 1968 ; réédition, Paris, Gallimard, coll. « Folio » no 2854, 1996  (ISBN 2-07-040049-2)

### Théâtre
- The Amen Corner (1954), pièce mise en scène pour la première fois à l'université Howard en 1954, mais publiée pour la première fois en 1968 Le Coin des Amen, traduit par Marguerite Yourcenar, Paris, Gallimard, coll. « Le Manteau d'Arlequin », 1983  (ISBN 2-07-070015-1)
- Blues for Mister Charlie (1964), créée en 1964 au ANTA Theatre de New-York et publié la même année Blues pour l'homme blanc, préface et traduction par Gérard Cogez, Paris, Zones, 2020  (ISBN 978-2-35522-156-9)
- Giovanni's Room (1965), adaptation pour la scène du roman éponyme, jouée pour la première fois dans l'atelier de l'Actors Studio, New York, en 1965
- A Deed for The King of Spain (1974), créée à New-York en 1974
- La Prochaine Fois, le feu (1999), adaptation à la scène de l'essai éponyme dans une mise en scène de Bakary Sangaré, Théâtre des Bouffes-du-Nord
- Running Through Paradise (inédit)

### Poésie
- Jimmy's Blues (1983) Jimmy's Blues, édition bilingue, traduction par Hubert Nyssen et Philippa Wehle, Arles, Actes Sud, 1985  (ISBN 2-86869-010-6)

### Essais
- Notes of a Native Son (1955) Chronique d'un pays natal, traduit par J. A. Tournaire, Paris, Gallimard, coll. « Du monde entier », 1973 Chroniques d’un enfant du pays, traduit par Marie Darrieussecq, Gallimard, coll. « Du monde entier », 2019  (ISBN 978-2-07-279683-8)
- Nobody Knows My Name: More Notes of a Native Son (1961) Personne ne sait mon nom, traduit par Jean Autret, Paris, Gallimard, coll. « Du monde entier », 1963
- A Talk to Teachers (1963)
- The Fire Next Time (1963) La Prochaine Fois, le feu (The Fire Next Time), traduit par Michel Sciama, Paris, Gallimard, coll. « Du monde entier », 1963 ; réédition, Paris Gallimard, coll. « Idées » no 165, 1968 ; réédition, Paris, Gallimard, coll. « Folio » no 2855, 1996  (ISBN 2-07-040050-6) ; nouvelle édition, Paris, Gallimard, coll. « Folio » no 2855, 2018  (ISBN 978-2-07-278620-4)
- No Name in the Street (1972) Chassés de la lumière, traduit par Magali Berger, Stock, 1972 ; réédition, Paris, LGF, coll. « Le Livre de poche » no 4199, 1976  (ISBN 2-253-01133-9) ; réédition, Paris, Ypsilon éditeur, coll. « Contre-attaque » no 3, 2015  (ISBN 978-2-35654-052-2)
- The Devil Finds Work (1976) Le Diable trouve à faire, traduit par Pauline Soulat, Paris, Éditions Capricci, 2018
- The Evidence of Things Not Seen (1985) Meurtres à Atlanta, traduit par James Bryant, Paris, Stock, 1985  (ISBN 2-234-01804-8)
- The Price of the Ticket (1985)
- The Cross of Redemption: Uncollected Writings (2010), publication posthume  La Croix de la rédemption, Paris, Stock, coll. « La cosmopolite », 2024  (ISBN 978-2-234-09707-0)

### Entretiens
- The Negro Protest (1963) Nous les nègres, entretiens avec Kenneth B. Clark, Paris, Maspéro, 1965 ; réédition, Paris, La Découverte, coll. « La Découverte-poche. Essais » no 278, 2008  (ISBN 978-2-7071-5439-2)
- A Rap on Race (1971), avec Margaret Mead Le Racisme en question, entretiens avec Margaret Mead, Paris, Calmann-Lévy, 1972
- A Dialogue: James Baldwin and Nikki Giovanni (1975)

- James Baldwin: The Last Interview: and other Conversations avec Quincy Troupe en 1987 (2014)

### Autres publications
- Nothing Personal (1964), avec le photographe Richard Avedon Sans allusion, textes de Baldwin accompagnant 54 photographies de Richard Avedon, traduit par Éric Kahane, Paris, Julliard, 1964
- One Day When I Was Lost (1973), scénario de Baldwin tiré de la biographie de Malcolm X par Alex Haley Le Jour où j'étais perdu : la vie de Malcolm X : un scénario, traduit par Magali Berger, Paris, Stock, coll. « Eugène Clarence Braun-Munk », 1973 ; réédition, Paris, Éditions Syllepse, 2013  (ISBN 978-2-84950-396-6)

### Anthologies d'essais parues en France
- Retour dans l'œil du cyclone, recueil de quatorze essais publiés initialement dans divers journaux et revues entre 1960 et 1985, traduits par Hélène Borraz, Paris, Christian Bourgois éditeur, 2015  (ISBN 978-2-267-02875-1)
- I Am Not Your Negro, recueil de textes rassemblés et édités par Raoul Peck et traduits par Pierre Fulan, Paris, Robert Laffont, 2017  (ISBN 978-2-221-21504-3) ; réédition, Paris, 10/18, coll. « Non fiction » no 5389, 2018  (ISBN 978-2-264-07365-5)

#### Disque
- 1986 : A Lover's Question, disque du crépuscule Sur cet album de David Linx, James Baldwin récite ses poèmes, entouré de musiciens de jazz européens et américains

## Adaptations

### Au cinéma
- 1998 : À la place du cœur, film français réalisé par Robert Guédiguian, adaptation libre du roman If Beal Street Could Talk
- 2018 : Si Beale Street pouvait parler (If Beale Street Could Talk), film américain réalisé par Barry Jenkins
- 2017 : I Am Not Your Negro réalisé par Raoul Peck, adaptation libre du texte inédit Remember This House

### Au théâtre
- 2018 : Harlem quartet, d’après Just above my head, adaptation et mise en scène d’Élise Vigier

## Hommages
Le 1er février 2024, Google lui consacre un Doodle afin de lui rendre hommage,.

### Filmographie
- 1962 : Un étranger dans le village, film documentaire de Pierre Koralnik, suivant les réflexions de James Baldwin sur le racisme ordinaire auquel il est confronté dans un village alpin suisse des années 1960
- 1973 : James Baldwin : From Another Place, court-métrage documentaire de Sedat Pakay suivant James Baldwin à Istanbul
- 2016 : I Am Not Your Negro, film documentaire de Raoul Peck Le film est basé sur le manuscrit inachevé de James Baldwin Remember This House, avec exclusivement les mots de l'auteur, dits par Samuel L. Jackson et par JoeyStarr dans la version française[45]